# Kokain (film)
Kokain (originaltitel Human Wreckage) er en amerikansk stumfilm fra 1923 af John Griffith Wray.

## Medvirkende
- Dorothy Davenport som Ethel MacFarland
- James Kirkwood som Alan MacFarland
- Bessie Love som Mary Finnegan
- George Hackathorne som Jimmy Brown
- Claire McDowell som Mrs. Brown
- Robert McKim som Dr. Hillman
- Harry Northrup som Steve Stone
- Victory Bateman som Finnegan